# NGC 7808
NGC 7808 is een lensvormig sterrenstelsel in het sterrenbeeld Walvis. Het hemelobject werd in 1886 ontdekt door de Amerikaanse astronoom Frank Muller.

## Synoniemen
- MCG -2-1-13
- NPM1G -11.0001
- IRAS 00009-1101
- PGC 243